# Tigava scitissimella
Tigava scitissimella är en fjärilsart som beskrevs av Walker 1864. Tigava scitissimella ingår i släktet Tigava och familjen plattmalar. Inga underarter finns listade i Catalogue of Life.